# 奥利弗·克格尔
奥利弗·克格尔（德語：Oliver Kegel，1961年6月14日—），德国男子皮划艇运动员。他曾代表西德、德国参加1984年和1992年夏季奥林匹克运动会皮划艇比赛，其中1992年奥运会获得一枚金牌。